# Corte Madera
Corte Madera é uma vila localizada no estado americano da Califórnia, no Condado de Marin. Foi incorporada em 10 de junho de 1916.

## Geografia
De acordo com o United States Census Bureau, a cidade tem uma área de 11,4 km², onde 8,2 km² estão cobertos por terra e 3,2 km² por água.

### Localidades na vizinhança
O diagrama seguinte representa as localidades num raio de 8 km ao redor de Corte Madera. 

## Demografia
Segundo o censo nacional de 2010, a sua população é de 9 253 habitantes e sua densidade populacional é de 1 130,57 hab/km². Possui 4 026 residências, que resulta em uma densidade de 491,91 residências/km².